# 拉纳 (阿尔代什省)
拉纳（法語：Lanas）是法国阿尔代什省的一个市镇，属于拉尔让蒂埃区（Largentière）贝尔新城县（Villeneuve-de-Berg）。该市镇2009年时的人口为430人。

## 人口
拉纳人口变化图示
| 数据来源：INSEE |